# Harzer Käse

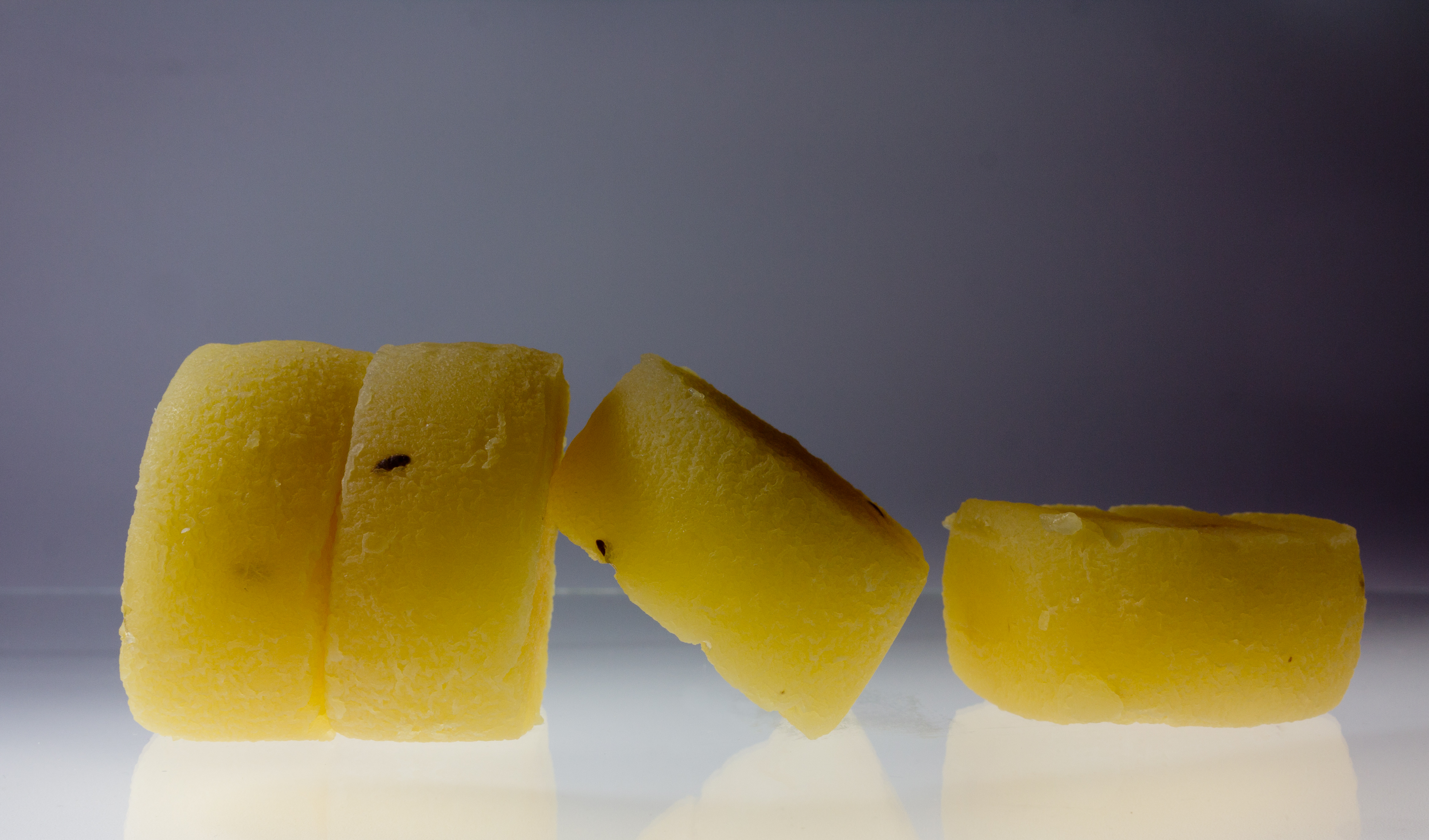
Harzer Käse, vier Laibe als Harzer Roller

Harzer Käse (in rollenförmiger Verpackung auch: Harzer Roller) ist ein mit Gelb- oder Rotschmierekulturen gereifter Sauermilchkäse aus Kuhmilch, der zu den Standardsorten nach der deutschen Käseverordnung gehört. Er hat eine glatte Oberfläche mit goldgelber bis rötlich-brauner Schmiere, einen geschmeidig-festen, weißlichen bis leicht gelblichen Teig und schmeckt mild pikant bis pikant.

## Herkunft
Harzer Käse stammt ursprünglich aus dem nördlichen Harzvorland, zum Beispiel aus den Ortschaften Bad Harzburg, Vienenburg oder Immenrode. Bereits im 18. Jahrhundert wurde der Käse im Harz industriell aus entrahmter Sauermilch produziert, da die Butterproduktion im Vordergrund stand.
Der Name „Harzer Käse“ ist allerdings keine geschützte Herkunftsbezeichnung und das Produkt wird heute fast ausschließlich außerhalb des Harzes hergestellt. Harzer Käse kommt heute aus Hessen, Niedersachsen, Sachsen, Sachsen-Anhalt und Thüringen.

## Eigenschaften

### Charakteristische Merkmale
Die Laibe des Harzer Käses sind meistens klein und rund (Taler) oder rollenförmig (Stangenkäse). Oft werden einige kleine Laibe aneinandergereiht und als Rolle abgepackt und verkauft. In dem Falle wird der Käse auch als „Harzer Roller“ bezeichnet.
Harzer Käse ist als typischer Sauermilchkäse fettarm (es gibt ihn nur in der Magerstufe mit unter 10 % Fett i. Tr.) und proteinreich. Ein typisches Gewürz des Harzer Käses ist Kümmel. Der Käse hat keine Rinde und besitzt eine goldgelbe Oberfläche. Der Teig ist gelblich, im noch nicht reifen Käse besitzt er einen weißen Kern. Im Geschmack ist der junge Harzer hart und mild zitronig scharf, nach einiger Reife weicher, pikant-würzig mit einem typischen intensiven Geruch. Als Idealreife wird eine Reifezeit von 2 bis 4 Wochen betrachtet.

### Abgrenzung zu anderen Sorten

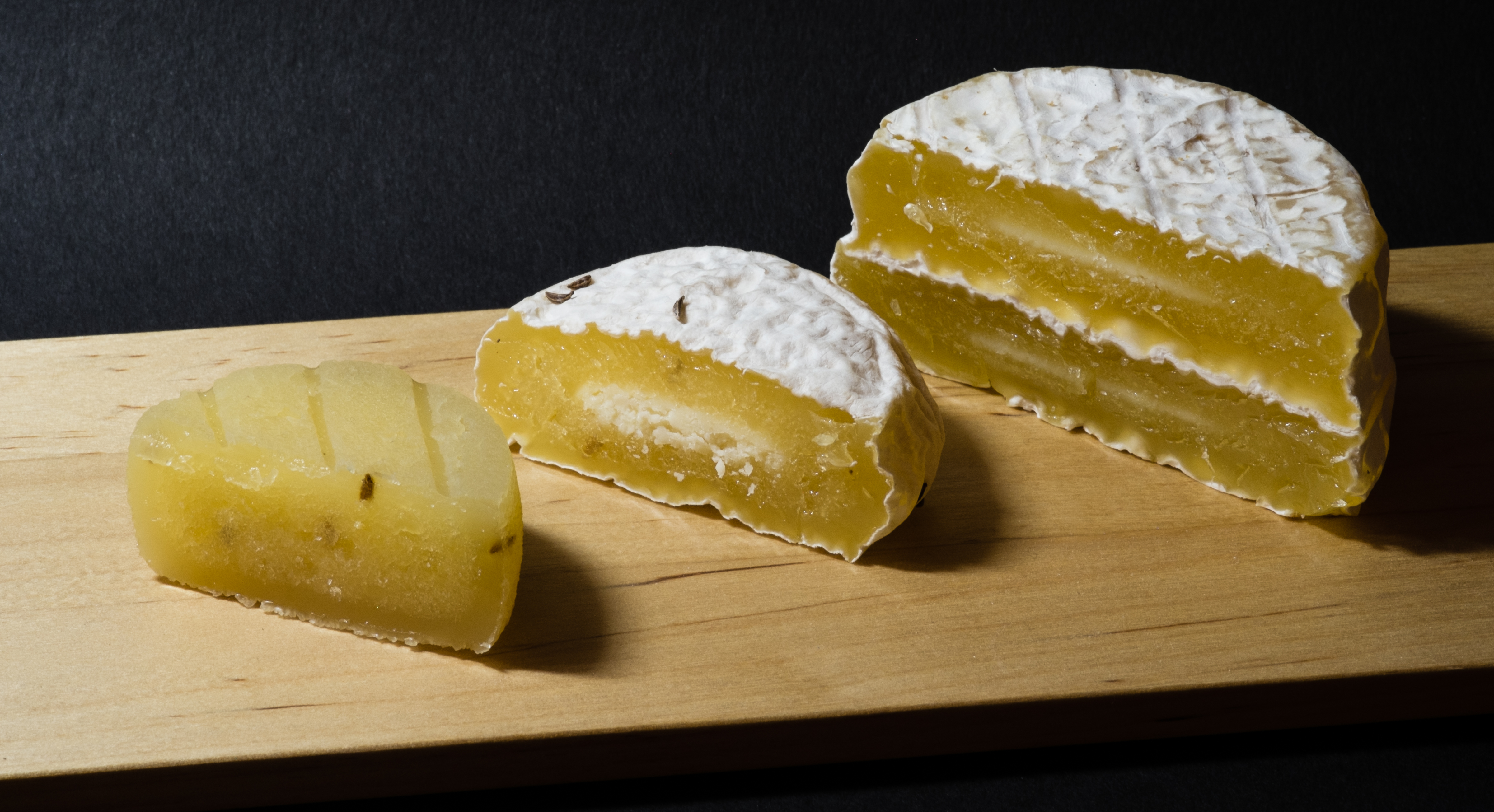
Verschiedene Sauermilchkäse im Anschnitt: Hinten ein Korbkäse, davor ein Harzer Thekentaler und vorn ein Harzer Käse

Der Harzer Käse ist ein Gelbkäse, ähnliche Sorten sind andere Sauermilchkäse wie zum Beispiel der Mainzer Käse und der Olmützer Quargel.

## Produktion

### Herstellung und Reifung
Harzer Käse wird aus einem Sauermilchquark hergestellt, der zum Beginn der Verarbeitung in der Käserei eine Trockenmasse von mehr als 30 Prozent und dadurch eine krümelige Konsistenz hat. Der Quark wird mit Natriumchlorid (NaCl), Natriumhydrogencarbonat (NaHCO3) und Calciumcarbonat (CaCO3) als Reifungssalze sowie mit bereits gereiftem Käse als Kulturkäse versetzt. Der Kulturkäse dient der Beschleunigung der Käsereifung, die im Wesentlichen durch die bereits in der Säuerungskultur des Quarks enthaltenen Bakterienstämme und den Hauskulturen der Käserei, die im Kulturkäse enthalten sind, erfolgt.
Die Käse werden für etwa 24 Stunden bei einer Temperatur von 30 Grad Celsius gereift, danach werden die Käselaibe mit einer Rotschmierekultur (Brevibacterium linens) besprüht. Die weitere Reifung erfolgt über einen bis drei Tage bei 10 bis 14 Grad Celsius, danach wird der Käse verpackt und kühl gelagert. Während des Transports, der Lagerung im Handel und beim Verbraucher reift der Käse weiter. Die Käselaibe reifen dabei von außen nach innen. Je jünger der Käse, desto größer der milde, krümelige, weiße Quarkkern, der noch an das Ausgangsprodukt, den Sauermilchquark, erinnert. Der durchgereifte Käselaib ist durchweg goldgelb und durchscheinend. Im späten Reifestadium hat er seine krümelige Konsistenz gänzlich verloren und kann „laufen“ (zähflüssig werden). Mit der Reifung gewinnen die Käsestücke an Aroma.
Als Anhaltspunkt, wie weit die Reife fortgeschritten ist, kann das Mindesthaltbarkeitsdatum (MHD) verwendet werden. (Ungefähre Werte bei Kühlschranktemperatur):
- 5–6 Wochen vor dem MHD: mild, weißer Kern.
- 3–4 Wochen vor dem MHD: aromatisch, kleiner weißer Kern.
- 1–2 Wochen vor dem MHD: kräftig, durchgereift ohne weißen Kern.

### Mikrobiologie
Im Sauermilchquark sind in der Regel die Säuerungsbakterien Lactobacillus bulgaricus und Streptococcus thermophilus sowie eine zufällige Hefeflora unterschiedlicher Zusammensetzung enthalten. Hinzu kommen die Hauskulturen der Käserei, die im Kulturkäse enthalten sind. Bei einem Forschungsprojekt der Bundesanstalt für Milchforschung wurden in dieser Kultur neben den Hefen Kluyveromyces marxianus, Candida krusei, Candida lipolytica, Saccharomyces cerevisiae und Trichosporon asahii sowie bekannten Rotschmierebakterien (Brevibacterium, Corynebacterium) häufig auch unerwünschte Bakterien wie Staphylococcus saprophyticus sowie verschiedene Arten von Enterobakterien und Enterokokken identifiziert, die als Kontaminationsflora den Reifeprozess und die Aroma- sowie Geruchsbildung beeinflussen.

## Verwendung
Der Harzer Käse wird sowohl direkt, meist mit Brot, wie auch in verschiedenen Zubereitungen verwendet. Die bekannteste Zubereitung für den Käse ist wie bei anderen Sauermilchkäsesorten der so genannte Handkäs mit Musik, bei dem die Käselaibe in Stücke geschnitten und zusammen mit Zwiebeln in einer Marinade aus Essig, Öl, Pfeffer und Kümmel zubereitet werden. Gereicht wird der Käse häufig mit dunklem Brot sowie Bier oder Apfelwein.

## Sonstiges
Der Name „Harzer Roller“ bezeichnet ebenso eine Harzer Kanarienvogel-Rasse.
Rummelsnuff und Asbach widmeten dem Käse den Elektropunk-Song Harzer Käse. Das zugehörige Musikvideo, das im August 2016 veröffentlicht wurde, hatte bis Dezember 2023 über 1,2 Millionen Aufrufe.